# FC Groningen in het seizoen 2011/12
Het seizoen 2011/2012 is het 30e seizoen in de Eredivisie in het bestaan van de Groningse voetbalclub FC Groningen. De Groningers namen dit seizoen ook deel aan de KNVB beker. In dit seizoen kwamen gemiddeld 22.032 toeschouwers naar de thuiswedstrijden in de Euroborg.

## Doelstellingen
FC Groningen heeft op de persdag voorafgaand aan het seizoen, de volgende doelstellingen bekendgemaakt:
| Competitie | Beoogde resultaat              | Halverwege seizoen | Behaalde resultaat | Opmerkingen                                               |
| ---------- | ------------------------------ | ------------------ | ------------------ | --------------------------------------------------------- |
| Eredivisie | Europees voetbal               |                    |                    | Te behalen via directe plaatsing of winnen Play-offs      |
| KNVB beker | Geen doelstelling geformuleerd |                    |                    | Winnen van deze beker geeft ook recht op Europees voetbal |

## Voorbereiding

### Spelers
In de voorbereiding naar de eerste competitiewedstrijd leek het er op dat één speler de gehele voorbereiding zou missen en ook het begin van de competitie. Het ging hier om de nieuwe speler, Matías Jones. Tijdens deze voorbereiding zou hij in Colombia zijn voor het Wereldkampioenschap voetbal onder 20 jaar, met het Uruguayaans elftal onder 20. Op 14 juli 2011 werd echter bekend dat Jones niet was geselecteerd voor de definitieve selectie en daardoor eerder kon aansluiten bij de groep. Hierdoor zal hij nog een gedeelte van de voorbereiding en de start van het seizoen meemaken.

### Open dag
Op 10 juli 2011 was de open dag van FC Groningen. Deze open dag werd door circa 25.000 fans bezocht. Tijdens de open dag werden alle spelers gepresenteerd aan het publiek. Afwezig waren Matías Jones (WK U20) en Shkodran Metaj, welke op trainingsstage was. Tijdens de open dag gaf nieuweling Suk, spelend met rugnummer 17, te weten dat hij dit seizoen 17 doelpunten wil maken.
 Tijdens de open dag werd er ook een wedstrijd gespeeld tussen oud FC Groningen, spelend in het nieuwe FC Groningen thuisshirt, en ouder FC Groningen, spelend in het eerste FC Groningen thuisshirt. De wedstrijd werd gewonnen door oud FC Groningen met 3-2.

### Uitslagen oefenwedstrijden
|                       |              |                | |                                                                     |
| 2 juli 2011 14:30 uur | RWE Eemsmond | 0 – 13 (0 – 8) | FC Groningen | Stadion: VV ZEC, Zandeweer Toeschouwers: 800 Scheidsrechter: Winter |
| 2 juli 2011 14:30 uur |              | Verslag        | 12' (pen.), 27' Holla 16', 19', 54', 82' Bacuna 35' Andersson 36' Bos 41' Hiariej 45' Kwakman 77' Keurntjes 84' Suk 85' Batbay | Stadion: VV ZEC, Zandeweer Toeschouwers: 800 Scheidsrechter: Winter |
| 2 juli 2011 14:30 uur |              |                | | Stadion: VV ZEC, Zandeweer Toeschouwers: 800 Scheidsrechter: Winter |
| 2 juli 2011 14:30 uur |              |                | | Stadion: VV ZEC, Zandeweer Toeschouwers: 800 Scheidsrechter: Winter |
|                       |              |                | |                                                                     |

|                   |               |               |                |                                                                                |
| 5 juli 2011 19:00 | Helmond Sport | 1 – 1 (1 – 0) | FC Groningen   | Stadion: VV Harkstede, Harkstede Toeschouwers: 1.725 Scheidsrechter: Bekebrede |
| 5 juli 2011 19:00 | Stachnik 27'  | Verslag       | 57' Luis Pedro | Stadion: VV Harkstede, Harkstede Toeschouwers: 1.725 Scheidsrechter: Bekebrede |
| 5 juli 2011 19:00 |               |               |                | Stadion: VV Harkstede, Harkstede Toeschouwers: 1.725 Scheidsrechter: Bekebrede |
| 5 juli 2011 19:00 |               |               |                | Stadion: VV Harkstede, Harkstede Toeschouwers: 1.725 Scheidsrechter: Bekebrede |
|                   |               |               |                |                                                                                |

|                   |                                       |               |               |                                                                     |
| 9 juli 2011 15:00 | FC Groningen                          | 3 – 1 (2 – 1) | Beerschot AC  | Stadion: Viboa, Winsum Toeschouwers: 1.750 Scheidsrechter: Liesveld |
| 9 juli 2011 15:00 | van Dijk 4' Matavž 37' (pen.) Suk 66' | Verslag       | 5' Mac-Donald | Stadion: Viboa, Winsum Toeschouwers: 1.750 Scheidsrechter: Liesveld |
| 9 juli 2011 15:00 |                                       |               |               | Stadion: Viboa, Winsum Toeschouwers: 1.750 Scheidsrechter: Liesveld |
| 9 juli 2011 15:00 |                                       |               |               | Stadion: Viboa, Winsum Toeschouwers: 1.750 Scheidsrechter: Liesveld |
|                   |                                       |               |               |                                                                     |

|                    |                                  |               |                              |                                                                     |
| 12 juli 2011 19:00 | FC Groningen                     | 3 – 2 (3 – 0) | PAOK Saloniki                | Stadion: Gomos, Norg Toeschouwers: 1.725 Scheidsrechter: van Boekel |
| 12 juli 2011 19:00 | Matavž 7' (pen.), 25' Bacuna 35' | Verslag       | 64' Athanasiadis 89' Fotakis | Stadion: Gomos, Norg Toeschouwers: 1.725 Scheidsrechter: van Boekel |
| 12 juli 2011 19:00 |                                  |               |                              | Stadion: Gomos, Norg Toeschouwers: 1.725 Scheidsrechter: van Boekel |
| 12 juli 2011 19:00 |                                  |               |                              | Stadion: Gomos, Norg Toeschouwers: 1.725 Scheidsrechter: van Boekel |
|                    |                                  |               |                              |                                                                     |

|                    |                                              |               |            |                                                                            |
| 16 juli 2011 15:00 | FC Groningen                                 | 4 – 0 (3 – 0) | SC Veendam | Stadion: V.V. Mussel, Mussel Toeschouwers: 2.100 Scheidsrechter: Braamhaar |
| 16 juli 2011 15:00 | Ivens 15' Sparv 24' Pedersen 42' Ajilore 70' | Verslag       |            | Stadion: V.V. Mussel, Mussel Toeschouwers: 2.100 Scheidsrechter: Braamhaar |
| 16 juli 2011 15:00 |                                              |               |            | Stadion: V.V. Mussel, Mussel Toeschouwers: 2.100 Scheidsrechter: Braamhaar |
| 16 juli 2011 15:00 |                                              |               |            | Stadion: V.V. Mussel, Mussel Toeschouwers: 2.100 Scheidsrechter: Braamhaar |
|                    |                                              |               |            |                                                                            |

|                    |                     |               |            |                                                                             |
| 20 juli 2011 19:00 | FC Groningen        | 1 – 1 (0 – 1) | Ankaragücü | Stadion: Noordster, Oude Pekela Toeschouwers: 1.750 Scheidsrechter: Sanders |
| 20 juli 2011 19:00 | Tadić 38' Holla 91' | Verslag       | Doğan 43'  | Stadion: Noordster, Oude Pekela Toeschouwers: 1.750 Scheidsrechter: Sanders |
| 20 juli 2011 19:00 |                     |               |            | Stadion: Noordster, Oude Pekela Toeschouwers: 1.750 Scheidsrechter: Sanders |
| 20 juli 2011 19:00 |                     |               |            | Stadion: Noordster, Oude Pekela Toeschouwers: 1.750 Scheidsrechter: Sanders |
|                    |                     |               |            |                                                                             |

| |              |               |                                             |                                                                                         |
| 24 juli 2011 14:30 | FC Groningen | 0 – 4 (0 – 1) | Hamburger SV                                | Stadion: Euroborg, Groningen Toeschouwers: 12.000 (uitverkocht) Scheidsrechter: Nijhuis |
| 24 juli 2011 14:30 |              | Verslag       | Diekmeier 21' Son 60' Petrić 61' Jansen 65' | Stadion: Euroborg, Groningen Toeschouwers: 12.000 (uitverkocht) Scheidsrechter: Nijhuis |
| 24 juli 2011 14:30 |              |               |                                             | Stadion: Euroborg, Groningen Toeschouwers: 12.000 (uitverkocht) Scheidsrechter: Nijhuis |
| 24 juli 2011 14:30 |              |               |                                             | Stadion: Euroborg, Groningen Toeschouwers: 12.000 (uitverkocht) Scheidsrechter: Nijhuis |
| - Wedstrijd was voortvloeiend uit de transfer van Marcus Berg van Groningen naar HSV - In deze wedstrijd debuut Matías Jones |              |               |                                             |                                                                                         |

|                    |                                    |               |             |                                                                    |
| 27 juli 2011 19:00 | FC Groningen                       | 3 – 0 (1 – 0) | FC Volendam | Stadion: vv Roden, Norg Toeschouwers: 1.850 Scheidsrechter: Higler |
| 27 juli 2011 19:00 | Pedersen 41' Bacuna 55' Matavž 60' | Verslag       |             | Stadion: vv Roden, Norg Toeschouwers: 1.850 Scheidsrechter: Higler |
| 27 juli 2011 19:00 |                                    |               |             | Stadion: vv Roden, Norg Toeschouwers: 1.850 Scheidsrechter: Higler |
| 27 juli 2011 19:00 |                                    |               |             | Stadion: vv Roden, Norg Toeschouwers: 1.850 Scheidsrechter: Higler |
|                    |                                    |               |             |                                                                    |

| |                                  |               |                    |                                                                             |
| 31 juli 2011 14:30 | FC Groningen                     | 2 – 2 (1 – 1) | RCD Mallorca       | Stadion: vv Rolder Boys, Rolde Toeschouwers: 1.875 Scheidsrechter: Makkelie |
| 31 juli 2011 14:30 | Bacuna 12' Enevoldsen 82' (pen.) | Verslag       | 3' Nsue 75' Víctor | Stadion: vv Rolder Boys, Rolde Toeschouwers: 1.875 Scheidsrechter: Makkelie |
| 31 juli 2011 14:30 |                                  |               |                    | Stadion: vv Rolder Boys, Rolde Toeschouwers: 1.875 Scheidsrechter: Makkelie |
| 31 juli 2011 14:30 |                                  |               |                    | Stadion: vv Rolder Boys, Rolde Toeschouwers: 1.875 Scheidsrechter: Makkelie |
| -Uit de opstelling was af te leiden dat Brian van Loo aankomend seizoen eerste keeper wordt. Dit werd ook bevestigd door Pieter Huistra. -Ook werd duidelijk dat aanwinst Kees Kwakman beoogd aanvoerder voor het komende seizoen is. |                                  |               |                    |                                                                             |

### Statistieken oefenwedstrijden
| Nr.    | Naam               | Doelpunten | Gescoord met penalty |
| ------ | ------------------ | ---------- | -------------------- |
| 1.     | Leandro Bacuna     | 7          | 0                    |
| 2.     | Tim Matavž         | 4          | 2                    |
| 3.     | Danny Holla        | 3          | 1                    |
| 4.     | Suk Hyun-Jun       | 2          | 0                    |
| 4.     | Nicklas Pedersen   | 2          | 0                    |
| 6.     | Petter Andersson   | 1          | 0                    |
| 6.     | Henk Bos**         | 1          | 0                    |
| 6.     | Tom Hiariej        | 1          | 0                    |
| 6.     | Kees Kwakman       | 1          | 0                    |
| 6.     | Tim Keurntjes**    | 1          | 0                    |
| 6.     | Atilay Batbay**    | 1          | 0                    |
| 6.     | Luís Pedro**       | 1          | 0                    |
| 6.     | Virgil van Dijk    | 1          | 0                    |
| 6.     | Jonas Ivens        | 1          | 0                    |
| 6.     | Tim Sparv          | 1          | 0                    |
| 6.     | Oluwafemi Ajilore* | 1          | 0                    |
| 17.    | Thomas Enevoldsen  | 1          | 1                    |
| Totaal | Totaal             | 30         | 4                    |

| Nr.    | Naam         | Gele kaarten | 2× geel in één wedstrijd | Rode kaarten |
| ------ | ------------ | ------------ | ------------------------ | ------------ |
| -      | Alle spelers | 0            | 0                        | 0            |
| Totaal | Totaal       | 0            | 0                        | 0            |

#### Tussenstand
| Gespeeld | Gewonnen | Gelijk | Verloren | Punten | Doelpunten voor | Doelpunten tegen | Gele kaarten | Rode kaarten |
| -------- | -------- | ------ | -------- | ------ | --------------- | ---------------- | ------------ | ------------ |
| 9        | 5        | 3      | 1        | n.v.t. | 30              | 11               | 0            | 0            |

## Seizoen 2011/12

### Afspraken

#### Aanvoerder
| Eerste aanvoerder | Tweede aanvoerder | Derde aanvoerder | Opmerkingen                                          |
| ----------------- | ----------------- | ---------------- | ---------------------------------------------------- |
| Petter Andersson  | Kees Kwakman      | Dušan Tadić      | Zo werd aan het begin van het seizoen bekendgemaakt. |

#### Strafschoppen
| Tijdstip             | Eerste strafschopnemer | Reserve strafschopnemer | Opmerkingen                                         |
| -------------------- | ---------------------- | ----------------------- | --------------------------------------------------- |
| Speelronde 1 - heden | Leandro Bacuna         | Onbekend                | Leandro Bacuna nam de enige strafschop tot op heden |

### Uitslagen

#### Eerste seizoenshelft
Eredivisie Speelronde 1
|                       |                                    |               |                                                                   |                                                                                           |
| 6 augustus 2011 18:45 | Roda JC Kerkrade                   | 2 – 1 (0 – 1) | FC Groningen                                                      | Stadion: Parkstad Limburg Stadion, Kerkrade Toeschouwers: 12.650 Scheidsrechter: Wegereef |
| 6 augustus 2011 18:45 | Vormer 11' Fledderus 76' Malki 87' | Verslag       | 11' (pen.) Bacuna 52' Pedersen 78' Kieftenbeld 89' Lorenzo Burnet | Stadion: Parkstad Limburg Stadion, Kerkrade Toeschouwers: 12.650 Scheidsrechter: Wegereef |
| 6 augustus 2011 18:45 |                                    |               |                                                                   | Stadion: Parkstad Limburg Stadion, Kerkrade Toeschouwers: 12.650 Scheidsrechter: Wegereef |
| 6 augustus 2011 18:45 |                                    |               |                                                                   | Stadion: Parkstad Limburg Stadion, Kerkrade Toeschouwers: 12.650 Scheidsrechter: Wegereef |
|                       |                                    |               |                                                                   |                                                                                           |

Eredivisie Speelronde 2
|                                           |                                 |               |                                    |                                                                              |
| 14 augustus 2011 16:30                    | FC Groningen                    | 4 – 2 (3 – 0) | ADO Den Haag                       | Stadion: Euroborg, Groningen Toeschouwers: 21.455 Scheidsrechter: van Boekel |
| 14 augustus 2011 16:30                    | Matavž 16', 21', 37' Bacuna 48' | Verslag       | 51' Immers 59' van Duinen 63' Ammi | Stadion: Euroborg, Groningen Toeschouwers: 21.455 Scheidsrechter: van Boekel |
| 14 augustus 2011 16:30                    |                                 |               |                                    | Stadion: Euroborg, Groningen Toeschouwers: 21.455 Scheidsrechter: van Boekel |
| 14 augustus 2011 16:30                    |                                 |               |                                    | Stadion: Euroborg, Groningen Toeschouwers: 21.455 Scheidsrechter: van Boekel |
| - Hattrick deze wedstrijd voor Tim Matavž |                                 |               |                                    |                                                                              |

Eredivisie Speelronde 3
|                        |                                                   |               |                                        |                                                                                  |
| 20 augustus 2011 20:45 | NAC Breda                                         | 2 – 2 (0 – 2) | FC Groningen                           | Stadion: Rat Verlegh Stadion, Breda Toeschouwers: 18.000 Scheidsrechter: Kuipers |
| 20 augustus 2011 20:45 | Botteghin 44' Schalk 48' Lurling 57' Gilissen 64' | Verslag       | 12' 14' Bacuna 19' Holla 44' Andersson | Stadion: Rat Verlegh Stadion, Breda Toeschouwers: 18.000 Scheidsrechter: Kuipers |
| 20 augustus 2011 20:45 |                                                   |               |                                        | Stadion: Rat Verlegh Stadion, Breda Toeschouwers: 18.000 Scheidsrechter: Kuipers |
| 20 augustus 2011 20:45 |                                                   |               |                                        | Stadion: Rat Verlegh Stadion, Breda Toeschouwers: 18.000 Scheidsrechter: Kuipers |
|                        |                                                   |               |                                        |                                                                                  |

Eredivisie Speelronde 4
|                        |              |               |                                                                                               |                                                                        |
| 28 augustus 2011 14:30 | FC Groningen | 0 – 3 (0 – 1) | AZ                                                                                            | Stadion: Euroborg, Groningen Toeschouwers: 21.000 Scheidsrechter: Blom |
| 28 augustus 2011 14:30 | Holla 30'    | Verslag       | 1' Viergever 27' Holman 38' Wernbloom 68' Altidore 75' 84' Elm 79' Guðmundsson 90' Falkenburg | Stadion: Euroborg, Groningen Toeschouwers: 21.000 Scheidsrechter: Blom |
| 28 augustus 2011 14:30 |              |               |                                                                                               | Stadion: Euroborg, Groningen Toeschouwers: 21.000 Scheidsrechter: Blom |
| 28 augustus 2011 14:30 |              |               |                                                                                               | Stadion: Euroborg, Groningen Toeschouwers: 21.000 Scheidsrechter: Blom |
|                        |              |               |                                                                                               |                                                                        |

Eredivisie Speelronde 5
| |                                    |               |                             |                                                                                           |
| 11 september 2011 12:30                                                                                              | sc Heerenveen                      | 3 – 0 (1 – 0) | FC Groningen                | Stadion: Abe Lenstra Stadion, Heerenveen Toeschouwers: 26.100 Scheidsrechter: Wiedemeijer |
| 11 september 2011 12:30                                                                                              | Dost 45+2' Assaidi 62' Đuričić 85' | Verslag       | Hiariej 39' Kieftenbeld 75' | Stadion: Abe Lenstra Stadion, Heerenveen Toeschouwers: 26.100 Scheidsrechter: Wiedemeijer |
| 11 september 2011 12:30                                                                                              |                                    |               |                             | Stadion: Abe Lenstra Stadion, Heerenveen Toeschouwers: 26.100 Scheidsrechter: Wiedemeijer |
| 11 september 2011 12:30                                                                                              |                                    |               |                             | Stadion: Abe Lenstra Stadion, Heerenveen Toeschouwers: 26.100 Scheidsrechter: Wiedemeijer |
| - Suk Hyun-Jun geschorst voor deze wedstrijd wegens zijn rode kaart in de wedstrijd Jong Vitesse - Jong FC Groningen |                                    |               |                             |                                                                                           |

Eredivisie Speelronde 6
| |                         |               |                          |                                                                           |
| 17 september 2011 18:45                                                                                              | FC Groningen            | 2 – 0 (1 – 0) | Excelsior                | Stadion: Euroborg, Groningen Toeschouwers: 21.491 Scheidsrechter: Janssen |
| 17 september 2011 18:45                                                                                              | Tadić 41' Andersson 51' | Verslag       | de Graaf 5' te Vrede 60' | Stadion: Euroborg, Groningen Toeschouwers: 21.491 Scheidsrechter: Janssen |
| 17 september 2011 18:45                                                                                              |                         |               |                          | Stadion: Euroborg, Groningen Toeschouwers: 21.491 Scheidsrechter: Janssen |
| 17 september 2011 18:45                                                                                              |                         |               |                          | Stadion: Euroborg, Groningen Toeschouwers: 21.491 Scheidsrechter: Janssen |
| - Suk Hyun-Jun geschorst voor deze wedstrijd wegens zijn rode kaart in de wedstrijd Jong Vitesse - Jong FC Groningen |                         |               |                          |                                                                           |

KNVB beker tweede ronde
| |                                                                                                |         |                                                                                        |                                                                            |
| 22 september 2011 20:30                                                                                              | AZ                                                                                             | 4 – 2   | FC Groningen                                                                           | Stadion: AFAS Stadion, Alkmaar Toeschouwers: 7.160 Scheidsrechter: Nijhuis |
| 22 september 2011 20:30                                                                                              | Klavan 74' Viergever 76' 109' Maher 84' Wernbloom 86' Moisander 93' Maher 99' Gudmundsson 115' | Verslag | 5' Texeira 23', 97' Sparv 55' Burnet 90' Bacuna 100' van Loo 102' Keurntjes 120' Ivens | Stadion: AFAS Stadion, Alkmaar Toeschouwers: 7.160 Scheidsrechter: Nijhuis |
| 22 september 2011 20:30                                                                                              |                                                                                                |         |                                                                                        | Stadion: AFAS Stadion, Alkmaar Toeschouwers: 7.160 Scheidsrechter: Nijhuis |
| 22 september 2011 20:30                                                                                              |                                                                                                |         |                                                                                        | Stadion: AFAS Stadion, Alkmaar Toeschouwers: 7.160 Scheidsrechter: Nijhuis |
| - Suk Hyun-Jun geschorst voor deze wedstrijd wegens zijn rode kaart in de wedstrijd Jong Vitesse - Jong FC Groningen |                                                                                                |         |                                                                                        |                                                                            |

Eredivisie Speelronde 7
| |                       |               |                                                 |                                                                                    |
| 25 september 2011 14:30 | De Graafschap         | 2 – 3 (0 – 0) | FC Groningen                                    | Stadion: De Vijverberg, Doetinchem Toeschouwers: 11.000 Scheidsrechter: van Hulten |
| 25 september 2011 14:30 | Rose 70' Wormgoor 83' | Verslag       | 65', 90+1' Texeira 73' van Dijk 85' 90+2' Tadić | Stadion: De Vijverberg, Doetinchem Toeschouwers: 11.000 Scheidsrechter: van Hulten |
| 25 september 2011 14:30 |                       |               |                                                 | Stadion: De Vijverberg, Doetinchem Toeschouwers: 11.000 Scheidsrechter: van Hulten |
| 25 september 2011 14:30 |                       |               |                                                 | Stadion: De Vijverberg, Doetinchem Toeschouwers: 11.000 Scheidsrechter: van Hulten |
| - Suk Hyun-Jun geschorst voor deze wedstrijd wegens zijn rode kaart in de wedstrijd Jong Vitesse - Jong FC Groningen - Jonas Ivens geschorst voor deze wedstrijd wegens zijn rode kaart in de wedstrijd AZ - FC Groningen |                       |               |                                                 |                                                                                    |

Eredivisie Speelronde 8
| |                                                                                                  |               |                       |                                                                                          |
| 02 oktober 2011 14:30 | FC Groningen                                                                                     | 1 – 0 (0 – 0) | Ajax                  | Stadion: Euroborg, Groningen Toeschouwers: 22.117 (uitverkocht) Scheidsrechter: Liesveld |
| 02 oktober 2011 14:30 | 10' Sparv 11' Kieftenbeld 44' Kappelhof 55' Tadić 62' (pen.) Bacuna 66' Kwakman 90+3' Enevoldsen | Verslag       | 28', 61' Van der Wiel | Stadion: Euroborg, Groningen Toeschouwers: 22.117 (uitverkocht) Scheidsrechter: Liesveld |
| 02 oktober 2011 14:30 |                                                                                                  |               |                       | Stadion: Euroborg, Groningen Toeschouwers: 22.117 (uitverkocht) Scheidsrechter: Liesveld |
| 02 oktober 2011 14:30 |                                                                                                  |               |                       | Stadion: Euroborg, Groningen Toeschouwers: 22.117 (uitverkocht) Scheidsrechter: Liesveld |
| - Suk Hyun-Jun geschorst voor deze wedstrijd wegens zijn rode kaart in de wedstrijd Jong Vitesse - Jong FC Groningen - Eerste nederlaag voor Ajax dit seizoen |                                                                                                  |               |                       |                                                                                          |

Eredivisie Speelronde 9
|                       |                                         |               |                                               |                                                                             |
| 15 oktober 2011 19:45 | Heracles Almelo                         | 2 – 1 (1 – 0) | FC Groningen                                  | Stadion: Polman Stadion, Almelo Toeschouwers: 8.500 Scheidsrechter: Janssen |
| 15 oktober 2011 19:45 | Duarte 29' 53' Quansah Overtoom 80' 89' | Verslag       | 11' Burnet 32' Van Dijk 69' Kappelhof 73' Suk | Stadion: Polman Stadion, Almelo Toeschouwers: 8.500 Scheidsrechter: Janssen |
| 15 oktober 2011 19:45 |                                         |               |                                               | Stadion: Polman Stadion, Almelo Toeschouwers: 8.500 Scheidsrechter: Janssen |
| 15 oktober 2011 19:45 |                                         |               |                                               | Stadion: Polman Stadion, Almelo Toeschouwers: 8.500 Scheidsrechter: Janssen |
|                       |                                         |               |                                               |                                                                             |

Eredivisie Speelronde 10
|                       |              |               |                      |                                                                                             |
| 23 oktober 2011 14:30 | FC Groningen | 1 – 1 (0 – 1) | FC Twente            | Stadion: Euroborg, Groningen Toeschouwers: 22.220 (uitverkocht) Scheidsrechter: Wiedemeijer |
| 23 oktober 2011 14:30 | Suk 65'      | Verslag       | 20' John 81' Rosales | Stadion: Euroborg, Groningen Toeschouwers: 22.220 (uitverkocht) Scheidsrechter: Wiedemeijer |
| 23 oktober 2011 14:30 |              |               |                      | Stadion: Euroborg, Groningen Toeschouwers: 22.220 (uitverkocht) Scheidsrechter: Wiedemeijer |
| 23 oktober 2011 14:30 |              |               |                      | Stadion: Euroborg, Groningen Toeschouwers: 22.220 (uitverkocht) Scheidsrechter: Wiedemeijer |
|                       |              |               |                      |                                                                                             |

Eredivisie Speelronde 11
| |                                                                                        |               |                                       |                                                                                      |
| 30 oktober 2011 14:30 | FC Groningen                                                                           | 6 – 0 (3 – 0) | Feyenoord                             | Stadion: Euroborg, Groningen Toeschouwers: 22.441 (uitverkocht) Scheidsrechter: Vink |
| 30 oktober 2011 14:30 | Tadić 1' Kieftenbeld 16' Andersson 18' Bacuna 57' 86' Hiariej 79' van Dijk 89' Suk 90' | Verslag       | 24' Vlaar 31' Bakkal 67' D. Fernández | Stadion: Euroborg, Groningen Toeschouwers: 22.441 (uitverkocht) Scheidsrechter: Vink |
| 30 oktober 2011 14:30 |                                                                                        |               |                                       | Stadion: Euroborg, Groningen Toeschouwers: 22.441 (uitverkocht) Scheidsrechter: Vink |
| 30 oktober 2011 14:30 |                                                                                        |               |                                       | Stadion: Euroborg, Groningen Toeschouwers: 22.441 (uitverkocht) Scheidsrechter: Vink |
| - Grootste thuisoverwinning voor FC Groningen dit seizoen. - Grootste overwinning ooit door FC Groningen op Feyenoord. - Grootste verlies voor Ronald Koeman als trainer in de Eredivisie. - Eerste keer in de geschiedenis van de Eredivisie dat Feyenoord al na 18 minuten 3-0 achter stond. |                                                                                        |               |                                       |                                                                                      |

Eredivisie Speelronde 12
|                        |                                             |               |               |                                                                                    |
| 05 november 2011 19:45 | RKC Waalwijk                                | 1 – 1 (1 – 0) | FC Groningen  | Stadion: Mandemakers Stadion, Waalwijk Toeschouwers: 6.000 Scheidsrechter: Ketting |
| 05 november 2011 19:45 | Duits 17' 42' 78' Castillion 87' Van Peppen | verslag       | 73' Andersson | Stadion: Mandemakers Stadion, Waalwijk Toeschouwers: 6.000 Scheidsrechter: Ketting |
| 05 november 2011 19:45 |                                             |               |               | Stadion: Mandemakers Stadion, Waalwijk Toeschouwers: 6.000 Scheidsrechter: Ketting |
| 05 november 2011 19:45 |                                             |               |               | Stadion: Mandemakers Stadion, Waalwijk Toeschouwers: 6.000 Scheidsrechter: Ketting |
|                        |                                             |               |               |                                                                                    |

Eredivisie Speelronde 13
|                        |                                                         |               |                                   |                                                                                           |
| 20 november 2011 14:30 | FC Groningen                                            | 2 – 1 (1 – 1) | VVV-Venlo                         | Stadion: Euroborg, Groningen Toeschouwers: 21.622 (uitverkocht) Scheidsrechter: Braamhaar |
| 20 november 2011 14:30 | Bacuna 30' (pen.) Kieftenbeld 39' Texeira 51' Holla 91' | Verslag       | 16' Wildschut 29' Mei 91' Meeuwis | Stadion: Euroborg, Groningen Toeschouwers: 21.622 (uitverkocht) Scheidsrechter: Braamhaar |
| 20 november 2011 14:30 |                                                         |               |                                   | Stadion: Euroborg, Groningen Toeschouwers: 21.622 (uitverkocht) Scheidsrechter: Braamhaar |
| 20 november 2011 14:30 |                                                         |               |                                   | Stadion: Euroborg, Groningen Toeschouwers: 21.622 (uitverkocht) Scheidsrechter: Braamhaar |
|                        |                                                         |               |                                   |                                                                                           |

Eredivisie Speelronde 14
|                        |                                                                                        |               |                              |                                                                                   |
| 26 november 2011 20:45 | PSV                                                                                    | 6 – 1 (3 – 0) | FC Groningen                 | Stadion: Philips Stadion, Eindhoven Toeschouwers: 35.000 Scheidsrechter: Makkelie |
| 26 november 2011 20:45 | Strootman 14' Mertens 30' Labyad 36' Wijnaldum 47' Matavž 55' Toivonen 72' Marcelo 76' | Verslag       | 16' Kieftenbeld 48' Pedersen | Stadion: Philips Stadion, Eindhoven Toeschouwers: 35.000 Scheidsrechter: Makkelie |
| 26 november 2011 20:45 |                                                                                        |               |                              | Stadion: Philips Stadion, Eindhoven Toeschouwers: 35.000 Scheidsrechter: Makkelie |
| 26 november 2011 20:45 |                                                                                        |               |                              | Stadion: Philips Stadion, Eindhoven Toeschouwers: 35.000 Scheidsrechter: Makkelie |
|                        |                                                                                        |               |                              |                                                                                   |

Eredivisie Speelronde 15
| |                                 |              |                                             |                                                                                            |
| 3 december 2011 18:45 | FC Groningen                    | 3 – 3 (1– 1) | NEC                                         | Stadion: Euroborg, Groningen Toeschouwers: 22.337 (uitverkocht) Scheidsrechter: van Boekel |
| 3 december 2011 18:45 | Texeira 28', 56', 85' Ivens 66' | Verslag      | 8' van Eijden 30' Ibrahim 83', 90+3' Platje | Stadion: Euroborg, Groningen Toeschouwers: 22.337 (uitverkocht) Scheidsrechter: van Boekel |
| 3 december 2011 18:45 |                                 |              |                                             | Stadion: Euroborg, Groningen Toeschouwers: 22.337 (uitverkocht) Scheidsrechter: van Boekel |
| 3 december 2011 18:45 |                                 |              |                                             | Stadion: Euroborg, Groningen Toeschouwers: 22.337 (uitverkocht) Scheidsrechter: van Boekel |
| - Maikel Kieftenbeld geschorst voor deze wedstrijd wegens zijn vijfde gele kaart verkregen in de wedstrijd PSV - FC Groningen - Hattrick deze wedstrijd voor David Texeira |                                 |              |                                             |                                                                                            |

Eredivisie Speelronde 16
|                                                               |                          |               |                                                    |                                                                         |
| 11 december 2011 16:30                                        | Vitesse                  | 0 – 0 (0 – 0) | FC Groningen                                       | Stadion: GelreDome, Arnhem Toeschouwers: 16.408 Scheidsrechter: Dierick |
| 11 december 2011 16:30                                        | Yasuda 53' Hofs 67', 76' | verslag       | 38' Andersson 63' Burnet 73' Kieftenbeld 92' Sparv | Stadion: GelreDome, Arnhem Toeschouwers: 16.408 Scheidsrechter: Dierick |
| 11 december 2011 16:30                                        |                          |               |                                                    | Stadion: GelreDome, Arnhem Toeschouwers: 16.408 Scheidsrechter: Dierick |
| 11 december 2011 16:30                                        |                          |               |                                                    | Stadion: GelreDome, Arnhem Toeschouwers: 16.408 Scheidsrechter: Dierick |
| - Basisplaats voor het eerst dit seizoen voor doelman Luciano |                          |               |                                                    |                                                                         |

Eredivisie Speelronde 17
|                        |                       |               |                               |                                                                                           |
| 17 december 2011 20:45 | FC Groningen          | 1 – 0 (0 – 0) | FC Utrecht                    | Stadion: Euroborg, Groningen Toeschouwers: 22.020 (uitverkocht) Scheidsrechter: Gözübüyük |
| 17 december 2011 20:45 | Sparv 37' Texeira 60' | Verslag       | 40' v.d. Maarel 76' Bovenberg | Stadion: Euroborg, Groningen Toeschouwers: 22.020 (uitverkocht) Scheidsrechter: Gözübüyük |
| 17 december 2011 20:45 |                       |               |                               | Stadion: Euroborg, Groningen Toeschouwers: 22.020 (uitverkocht) Scheidsrechter: Gözübüyük |
| 17 december 2011 20:45 |                       |               |                               | Stadion: Euroborg, Groningen Toeschouwers: 22.020 (uitverkocht) Scheidsrechter: Gözübüyük |
|                        |                       |               |                               |                                                                                           |

Winterstop t/m 21 januari 2012

#### Tweede seizoenshelft
Eredivisie Speelronde 18
|                                                                           |                                                     |               |                                  |                                                                                            |
| 22 januari 2012 14:30                                                     | FC Groningen                                        | 2 – 1 (0 – 1) | Heracles Almelo                  | Stadion: Euroborg, Groningen Toeschouwers: 22.084 (uitverkocht) Scheidsrechter: van Boekel |
| 22 januari 2012 14:30                                                     | van Dijk 39' 61' Texeira 48' Kwakman 77' Bacuna 84' | Verslag       | 16' Plet 30' Rienstra 91' Duarte | Stadion: Euroborg, Groningen Toeschouwers: 22.084 (uitverkocht) Scheidsrechter: van Boekel |
| 22 januari 2012 14:30                                                     |                                                     |               |                                  | Stadion: Euroborg, Groningen Toeschouwers: 22.084 (uitverkocht) Scheidsrechter: van Boekel |
| 22 januari 2012 14:30                                                     |                                                     |               |                                  | Stadion: Euroborg, Groningen Toeschouwers: 22.084 (uitverkocht) Scheidsrechter: van Boekel |
| - Blessure voor Jonas Ivens, in de 35e minuut gewisseld voor Kees Kwakman |                                                     |               |                                  |                                                                                            |

Eredivisie Speelronde 19
|                       |           |                     |              |                                     |
| 29 januari 2012 14:30 | FC Twente | 4 - 1 (2 - 0)       | FC Groningen | Stadion: De Grolsch Veste, Enschede |
| 29 januari 2012 14:30 |           | 47' Virgil van Dijk |              | Stadion: De Grolsch Veste, Enschede |
| 29 januari 2012 14:30 |           |                     |              | Stadion: De Grolsch Veste, Enschede |
| 29 januari 2012 14:30 |           |                     |              | Stadion: De Grolsch Veste, Enschede |
|                       |           |                     |              |                                     |

Eredivisie Speelronde 20
|                       |              |               |              |                              |
| 5 februari 2012 16:30 | FC Groningen | 0 - 3 (0 - 3) | RKC Waalwijk | Stadion: Euroborg, Groningen |
| 5 februari 2012 16:30 |              |               |              | Stadion: Euroborg, Groningen |
| 5 februari 2012 16:30 |              |               |              | Stadion: Euroborg, Groningen |
| 5 februari 2012 16:30 |              |               |              | Stadion: Euroborg, Groningen |
|                       |              |               |              |                              |

Eredivisie Speelronde 21
|                        |           |               |              |                         |
| 11 februari 2012 19:45 | VVV-Venlo | 2 - 0 (1 - 0) | FC Groningen | Stadion: De Koel, Venlo |
| 11 februari 2012 19:45 |           |               |              | Stadion: De Koel, Venlo |
| 11 februari 2012 19:45 |           |               |              | Stadion: De Koel, Venlo |
| 11 februari 2012 19:45 |           |               |              | Stadion: De Koel, Venlo |
|                        |           |               |              |                         |

Eredivisie Speelronde 22
|                        |                                                      |               |     |                              |
| 19 februari 2012 12:30 | FC Groningen                                         | 3 - 0 (1 - 0) | PSV | Stadion: Euroborg, Groningen |
| 19 februari 2012 12:30 | 29' Suk Hyun-Jun 51' Leandro Bacuna 74' Suk Hyun-Jun |               |     | Stadion: Euroborg, Groningen |
| 19 februari 2012 12:30 |                                                      |               |     | Stadion: Euroborg, Groningen |
| 19 februari 2012 12:30 |                                                      |               |     | Stadion: Euroborg, Groningen |
|                        |                                                      |               |     |                              |

Eredivisie Speelronde 23
|                        |        |               |              |                                   |
| 26 februari 2012 16:30 | N.E.C. | 4 - 0 (2 - 0) | FC Groningen | Stadion: Goffertstadion, Nijmegen |
| 26 februari 2012 16:30 |        |               |              | Stadion: Goffertstadion, Nijmegen |
| 26 februari 2012 16:30 |        |               |              | Stadion: Goffertstadion, Nijmegen |
| 26 februari 2012 16:30 |        |               |              | Stadion: Goffertstadion, Nijmegen |
|                        |        |               |              |                                   |

Eredivisie Speelronde 24
|                    |           |               |              |                                        |
| 4 maart 2012 14:30 | Feyenoord | 1 - 0 (1 - 0) | FC Groningen | Stadion: Stadion Feijenoord, Rotterdam |
| 4 maart 2012 14:30 |           |               |              | Stadion: Stadion Feijenoord, Rotterdam |
| 4 maart 2012 14:30 |           |               |              | Stadion: Stadion Feijenoord, Rotterdam |
| 4 maart 2012 14:30 |           |               |              | Stadion: Stadion Feijenoord, Rotterdam |
|                    |           |               |              |                                        |

Eredivisie Speelronde 25
|               |                 |       |         |                              |
| 10 maart 2012 | FC Groningen    | 1 - 3 | Vitesse | Stadion: Euroborg, Groningen |
| 10 maart 2012 | 68' Dušan Tadić |       |         | Stadion: Euroborg, Groningen |
| 10 maart 2012 |                 |       |         | Stadion: Euroborg, Groningen |
| 10 maart 2012 |                 |       |         | Stadion: Euroborg, Groningen |
|               |                 |       |         |                              |

Eredivisie Speelronde 26
|               |            |                 |              |                                       |
| 18 maart 2012 | FC Utrecht | 3 - 1           | FC Groningen | Stadion: Stadion Galgenwaard, Utrecht |
| 18 maart 2012 |            | 13' Dušan Tadić |              | Stadion: Stadion Galgenwaard, Utrecht |
| 18 maart 2012 |            |                 |              | Stadion: Stadion Galgenwaard, Utrecht |
| 18 maart 2012 |            |                 |              | Stadion: Stadion Galgenwaard, Utrecht |
|               |            |                 |              |                                       |

Eredivisie Speelronde 27
|               |           |                    |              |                                        |
| 23 maart 2012 | Excelsior | 0 - 1              | FC Groningen | Stadion: Stadion Woudestein, Rotterdam |
| 23 maart 2012 |           | 18' Lorenzo Burnet |              | Stadion: Stadion Woudestein, Rotterdam |
| 23 maart 2012 |           |                    |              | Stadion: Stadion Woudestein, Rotterdam |
| 23 maart 2012 |           |                    |              | Stadion: Stadion Woudestein, Rotterdam |
|               |           |                    |              |                                        |

Eredivisie Speelronde 28
|               |                 |       |               |                              |
| 31 maart 2012 | FC Groningen    | 1 - 3 | SC Heerenveen | Stadion: Euroborg, Groningen |
| 31 maart 2012 | 36' Dušan Tadić |       |               | Stadion: Euroborg, Groningen |
| 31 maart 2012 |                 |       |               | Stadion: Euroborg, Groningen |
| 31 maart 2012 |                 |       |               | Stadion: Euroborg, Groningen |
|               |                 |       |               |                              |

Eredivisie Speelronde 29
|               |              |       |              |                                    |
| 12 april 2012 | ADO Den Haag | 3 - 0 | FC Groningen | Stadion: Kyocera Stadion, Den Haag |
| 12 april 2012 |              |       |              | Stadion: Kyocera Stadion, Den Haag |
| 12 april 2012 |              |       |              | Stadion: Kyocera Stadion, Den Haag |
| 12 april 2012 |              |       |              | Stadion: Kyocera Stadion, Den Haag |
|               |              |       |              |                                    |

Eredivisie Speelronde 30
|                     |              |       |         |                              |
| 15 april 2012 12:30 | FC Groningen | 0 - 1 | Roda JC | Stadion: Euroborg, Groningen |
| 15 april 2012 12:30 |              |       |         | Stadion: Euroborg, Groningen |
| 15 april 2012 12:30 |              |       |         | Stadion: Euroborg, Groningen |
| 15 april 2012 12:30 |              |       |         | Stadion: Euroborg, Groningen |
|                     |              |       |         |                              |

Eredivisie Speelronde 31
|                     |      |       |              |  |
| 22 april 2012 16:30 | Ajax | 2 - 0 | FC Groningen |  |
| 22 april 2012 16:30 |      |       |              |  |
| 22 april 2012 16:30 |      |       |              |  |
| 22 april 2012 16:30 |      |       |              |  |
|                     |      |       |              |  |

Eredivisie Speelronde 32
|                     |              |       |               |  |
| 27 april 2012 20:00 | FC Groningen | 1 - 1 | De Graafschap |  |
| 27 april 2012 20:00 |              |       |               |  |
| 27 april 2012 20:00 |              |       |               |  |
| 27 april 2012 20:00 |              |       |               |  |
|                     |              |       |               |  |

Eredivisie Speelronde 33
|                   |              |       |           |  |
| 02 mei 2012 20:00 | FC Groningen | 1 - 1 | NAC Breda |  |
| 02 mei 2012 20:00 |              |       |           |  |
| 02 mei 2012 20:00 |              |       |           |  |
| 02 mei 2012 20:00 |              |       |           |  |
|                   |              |       |           |  |

Eredivisie Speelronde 34
|                  |            |       |              |  |
| 6 mei 2012 14:30 | AZ Alkmaar | 1 - 0 | FC Groningen |  |
| 6 mei 2012 14:30 |            |       |              |  |
| 6 mei 2012 14:30 |            |       |              |  |
| 6 mei 2012 14:30 |            |       |              |  |
|                  |            |       |              |  |

## Selectie en technische staf

### A-Selectie
| Rugnr. | Naam               | Nationaliteit | Positie      | Contract vanaf | Contract tot | Opmerkingen                                   |
| ------ | ------------------ | ------------- | ------------ | -------------- | ------------ | --------------------------------------------- |
| 1      | Brian van Loo      | Nederland     | Doelman      | 2006           | 2012         |                                               |
| 2      | Maikel Kieftenbeld | Nederland     | Verdediger   | 2010           | 2014         |                                               |
| 3      | Jonas Ivens        | België        | Verdediger   | 2010           | 2014         |                                               |
| 4      | Kees Kwakman       | Nederland     | Verdediger   | 2011           | 2013         |                                               |
| 5      | Emil Johansson     | Zweden        | Verdediger   | 2011           | 2015         |                                               |
| 6      | Danny Holla        | Nederland     | Middenvelder | 2005           | 2013         |                                               |
| 7      | Leandro Bacuna     | Nederland     | Middenvelder | 2009           | 2015         |                                               |
| 8      | Tim Sparv          | Finland       | Middenvelder | 2009           | 2014         |                                               |
| 9      | David Texeira      | Uruguay       | Aanvaller    | 2011           | 2016         | Per speelronde 5                              |
| 10     | Dušan Tadić        | Servië        | Middenvelder | 2010           | 2014         |                                               |
| 11     | Tim Matavž         | Slovenië      | Aanvaller    | 2007           | 2013         | Na speelronde 4 vertrokken naar PSV           |
| 12     | Matías Jones       | Uruguay       | Aanvaller    | 2011           | 2016         |                                               |
| 13     | Koen van de Laak   | Nederland     | Middenvelder | 2005           | 2012         | Blessure (herstellende)                       |
| 14     | Nicklas Pedersen   | Denemarken    | Aanvaller    | 2009           | 2013         |                                               |
| 16     | Johan Kappelhof    | Nederland     | Verdediger   | 2011           | 2014         |                                               |
| 17     | Hyun Jun Suk       | Zuid-Korea    | Aanvaller    | 2011           | 2013         |                                               |
| 18     | Lorenzo Burnet     | Nederland     | Verdediger   | 2011           | 2014         |                                               |
| 20     | Petter Andersson   | Zweden        | Middenvelder | 2008           | 2012         |                                               |
| 21     | Virgil van Dijk    | Nederland     | Verdediger   | 2010           | 2015         |                                               |
| 23     | Thomas Enevoldsen  | Denemarken    | Middenvelder | 2009           | 2014         |                                               |
| 24     | Tom Hiariej        | Nederland     | Verdediger   | 2007           | 2012         |                                               |
| 26     | Luciano Da Silva   | Brazilië      | Doelman      | 2007           | 2014         |                                               |
| 37     | Agil Etemadi       | Nederland     | Doelman      | 2011           | 2012         | In winterstop vertrokken naar Tractor Sazi FC |

Statistieken bijgewerkt op: 31-08-2011 

### Nationaliteiten in selectie 2011 / 2012
| Nationaliteit     | Vlag van Nederland | Vlag van Zweden | Vlag van Denemarken | Vlag van Uruguay | Vlag van België | Vlag van Finland | Vlag van Servië | Vlag van Slovenië | Vlag van Nigeria | Vlag van Zuid-Korea | Vlag van Brazilië | Totaal Spelers |
| ----------------- | ------------------ | --------------- | ------------------- | ---------------- | --------------- | ---------------- | --------------- | ----------------- | ---------------- | ------------------- | ----------------- | -------------- |
| Selectie Spelers  | 11                 | 2               | 2                   | 2                | 1               | 1                | 1               | 1                 | 1                | 1                   | 1                 | 24             |
| Verhuurde Spelers | 2                  | -               | -                   | -                | -               | -                | -               | -                 | -                | -                   | -                 | 2              |

### Lijst van A-internationals in huidige selectie
In deze lijst staan de internationals die recent geselecteerd zijn voor een A elftal van het nationale team.
|                            | Land       | Naam speler       | Int. | Goals | Positie      | Laatst opgeroepen           |
| -------------------------- | ---------- | ----------------- | ---- | ----- | ------------ | --------------------------- |
| Vlag van Zweden            | Zweden     | Emil Johansson    | 2    | 0     | Verdediger   | Onbekend                    |
| Vlag van Finland           | Finland    | Tim Sparv         | 14   | 0     | Middenvelder | België, februari 2011       |
| Vlag van Denemarken        | Denemarken | Thomas Enevoldsen | 9    | 1     | Middenvelder | Engeland, februari 2011     |
| Vlag van Denemarken        | Denemarken | Nicklas Pedersen  | 4    | 0     | Aanvaller    | Engeland, februari 2011     |
| Vlag van Slovenië          | Slovenië   | Tim Matavž        | 7    | 3     | Aanvaller    | Albanië, februari 2011      |
| Vlag van Nigeria           | Nigeria    | Oluwafemi Ajilore | 6    | 0     | Middenvelder | Sierra Leone, februari 2011 |
| Vlag van Servië            | Servië     | Dušan Tadić       | 2    | 0     | Aanvaller    | Onbekend                    |
| Bijgewerkt tot 15-07-2011. |            |                   |      |       |              |                             |

### Lijst van B-internationals in huidige selectie
In deze lijst staan de internationals die recent geselecteerd zijn voor een B elftal van het nationale team.
|                            | Land               | Naam speler        | Int. | Goals | Positie    | Laatst opgeroepen            |
| -------------------------- | ------------------ | ------------------ | ---- | ----- | ---------- | ---------------------------- |
| Vlag van Nederland         | Nederland onder 21 | Maikel Kieftenbeld | 3    | 0     | Verdediger | Jong Tsjechië, februari 2011 |
| Vlag van Uruguay           | Uruguay onder 20   | Matías Jones       | Onb. | Onb.  | Aanvaller  | WK onder 20 jaar, juli 2011  |
| Bijgewerkt tot 15-07-2011. |                    |                    |      |       |            |                              |

### Lijst van overige internationals
In deze lijst staan de internationals die eerder in het verleden door hun nationale team zijn opgeroepen.
| Land                       | Land               | Naam speler      | Int.     | Goals    | Positie      | Laatst opgeroepen           |
| -------------------------- | ------------------ | ---------------- | -------- | -------- | ------------ | --------------------------- |
| Vlag van Zweden            | Zweden             | Petter Andersson | 2        | 0        | Middenvelder | 2008                        |
| Vlag van Nederland         | Nederland onder 19 | Leandro Bacuna   | Onbekend | Onbekend | Middenvelder | 2009                        |
| Vlag van Servië            | Jong Servië        | Dušan Tadić      | 21       | 0        | Aanvaller    | Jong Cyprus, september 2010 |
| Bijgewerkt tot 05-02-2011. |                    |                  |          |          |              |                             |

### Staf
| Naam                | Geboortedatum | Functie                   |
| ------------------- | ------------- | ------------------------- |
| Pieter Huistra      | 18-01-1967    | Hoofdtrainer/coach        |
| Erwin van de Looi   | 25-02-1972    | assistent-trainer         |
| Ruud Hesp           | 31-10-1965    | Keeperstrainer            |
| Jan Arend Vredeveld | 02-05-1969    | Fysiekstrainer            |
| Theo Huizinga       | 11-02-1946    | Teammanager               |
| Frank Baarveld      | 31-01-1954    | Clubarts                  |
| Stijn de Bruijn     | 05-11-1980    | Sportarts                 |
| Erik Damhof         | 13-09-1967    | Sportfysiotherapeut       |
| Ton Rozema          | 07-06-1951    | Fysiotherapeut            |
| Henk Hagenauw       | 16-09-1955    | Verzorger                 |
| Jan Vijfschaft      | 17-05-1951    | Facilitaire ondersteuning |
| Henk Sikkema        | 04-12-1946    | Materiaalverzorger        |
| Anton Lubben        | 01-01-1946    | Materiaalverzorger        |
| Menco Huizinga      | 27-07-1944    | Beheerder spelershome     |

## Transfers

### Aangetrokken
|                     | Speler            | Vorige club       | Transfersom                  | Contract tot |         |
|                     | Aankoop           | Aankoop           | Aankoop                      | Aankoop      | Aankoop |
| ------------------- | ----------------- | ----------------- | ---------------------------- | ------------ | ------- |
| Vlag van Zweden     | Emil Johansson    | Molde FK          | €525.000                     | N.n.b.       |         |
| Vlag van Uruguay    | Matías Jones      | Danubio FC        | Niet officieel bekendgemaakt | medio 2014   |         |
| Vlag van Uruguay    | David Texeira     | Defensor Sporting | Niet officieel bekendgemaakt | 2016         |         |
|                     | Transfervrij      |                   |                              |              |         |
| Vlag van Nederland  | Johan Kappelhof   | Ajax              | n.v.t.                       | 2014         |         |
| Vlag van Nederland  | Lorenzo Burnet    | Ajax              | n.v.t.                       | 2014         |         |
| Vlag van Nederland  | Kees Kwakman      | FC Augsburg       | n.v.t.                       | 2013         |         |
| Vlag van Zuid-Korea | Hyun Jun Suk      | Ajax              | n.v.t.                       | 2013         |         |
|                     | Terug van verhuur |                   |                              |              |         |
|                     | Geen              |                   |                              |              |         |

### Vertrokken
|                    | Speler            | Naar             | Transfersom        | Wed.     | Doelp.   |
|                    | Verkocht          | Verkocht         | Verkocht           | Verkocht | Verkocht |
| ------------------ | ----------------- | ---------------- | ------------------ | -------- | -------- |
| Vlag van Zweden    | Andreas Granqvist | Genoa CFC        | plm. € 2.000.000   | 116      | 24       |
| Vlag van Zweden    | Fredrik Stenman   | Club Brugge      | Niet bekendgemaakt | 133      | 4        |
| Vlag van Slovenië  | Tim Matavž        | PSV              | Niet bekendgemaakt | 100      | 46       |
|                    | Transfervrij      |                  |                    |          |          |
| Vlag van Nederland | Jorrit Kunst      | FC Emmen         | n.v.t.             | 0        | 0        |
| Vlag van Nederland | Jeroen Veldmate   | Sparta Rotterdam | *                  | 17       | 0        |
| Vlag van Nederland | Norair Mamedov    | FC Zwolle        | n.v.t.             | 5        | 0        |
| Vlag van Nederland | Darryl Lachman    | FC Zwolle        | n.v.t.             | 9        | 0        |
| Vlag van Nederland | Jeffrey Rijsdijk  | FC Dordrecht     | n.v.t.             | 1        | 0        |
| Vlag van Nederland | Serhat Koç        | FC Eindhoven     | n.v.t.             | 5        | 0        |
| Vlag van Spanje    | Gonzalo García    | AEK Larnaca      | n.v.t.             | 44       | 6        |
|                    | Einde huurperiode |                  |                    |          |          |
|                    | Geen              |                  |                    |          |          |
|                    | Verhuurd          |                  |                    |          |          |
| Vlag van Nederland | Danny Menting     | SC Veendam       | Gratis**           |          |          |
| Vlag van Nederland | Leonard Nienhuis  | SC Veendam       | Gratis**           |          |          |

* Eén speler, welke transfervrij is vertrokken, had een doorlopend contract. Bij de verkoop van deze is een terugkoopclausule bedongen.

** FC Groningen verhuurt gratis twee spelers per seizoen aan SC Veendam. Dit als onderdeel van het kolonistenplan van deze club.
ADO Den Haag ·
Ajax ·
AZ ·
Excelsior ·
Feyenoord ·
De Graafschap ·
FC Groningen ·
sc Heerenveen ·
Heracles Almelo ·
NAC Breda ·
N.E.C. ·
PSV ·
RKC Waalwijk ·
Roda JC Kerkrade ·
FC Twente ·
FC Utrecht ·
Vitesse ·
VVV-Venlo